# Wang Meng
Wang Meng (1308 - 1385) fue un pintor chino durante la Dinastía Yuan, estando considerado uno de los cuatro grandes maestros de esa dinastía.
Nació en Huzhou (Zhejiang) en 1308. Era el hijo pequeño de Zhao Mengfu y de Guan Daosheng
Está considerado como uno de los cuatro grandes maestros de la dinastía Yuan, junto con Huang Gongwang, Wu Zhen y Ni Zan. Es muy conocido que se negó a servir al gobierno mongol de su país. Su nombre artístico era Xiangguang Jushi.
En esta época se dio gran importancia a la caligrafía, a la escritura sobre papel, por lo que sus obras sobre seda son prácticamente desconocidas. Su temática exclusiva son los paisajes, a los que consideraba como la clave visible para conocer la realidad invisible. Sus pinceladas se apilaban una sobre otra para producir masas de textura densa. Sus pinturas de paisajes mezclan el toque objetivo, descriptivo, enérgico, potente y muy detallado del paisaje de modo que ofrecía en realidad una visión más compleja, más ambigua y subjetiva del tema pintado, produciendo finalmente en las rocas, en los torrentes, en los árboles, etc, un efecto altamente dramático.
Su estilo de pintura de los paisajes tuvo gran influencia y fue imitado por pintores posteriores.

## Algunas de sus obras

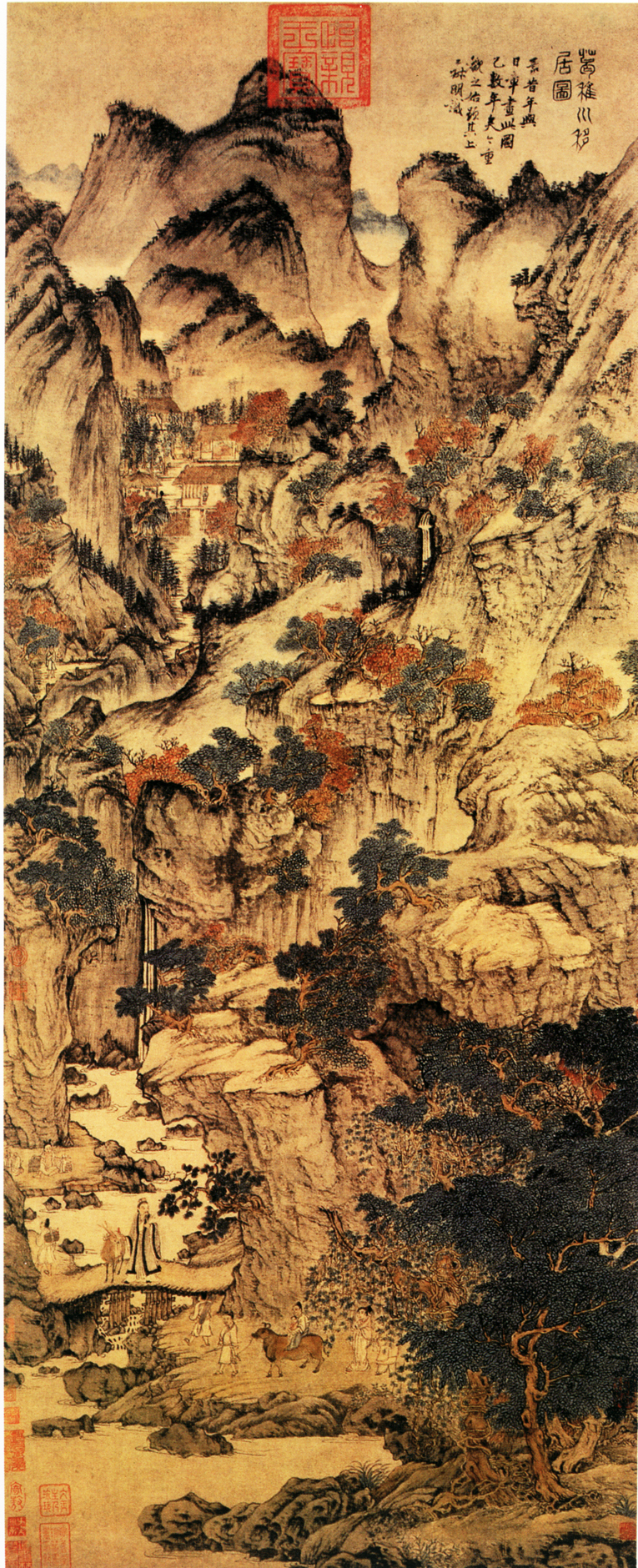
Ge Zhichuan Relocating.
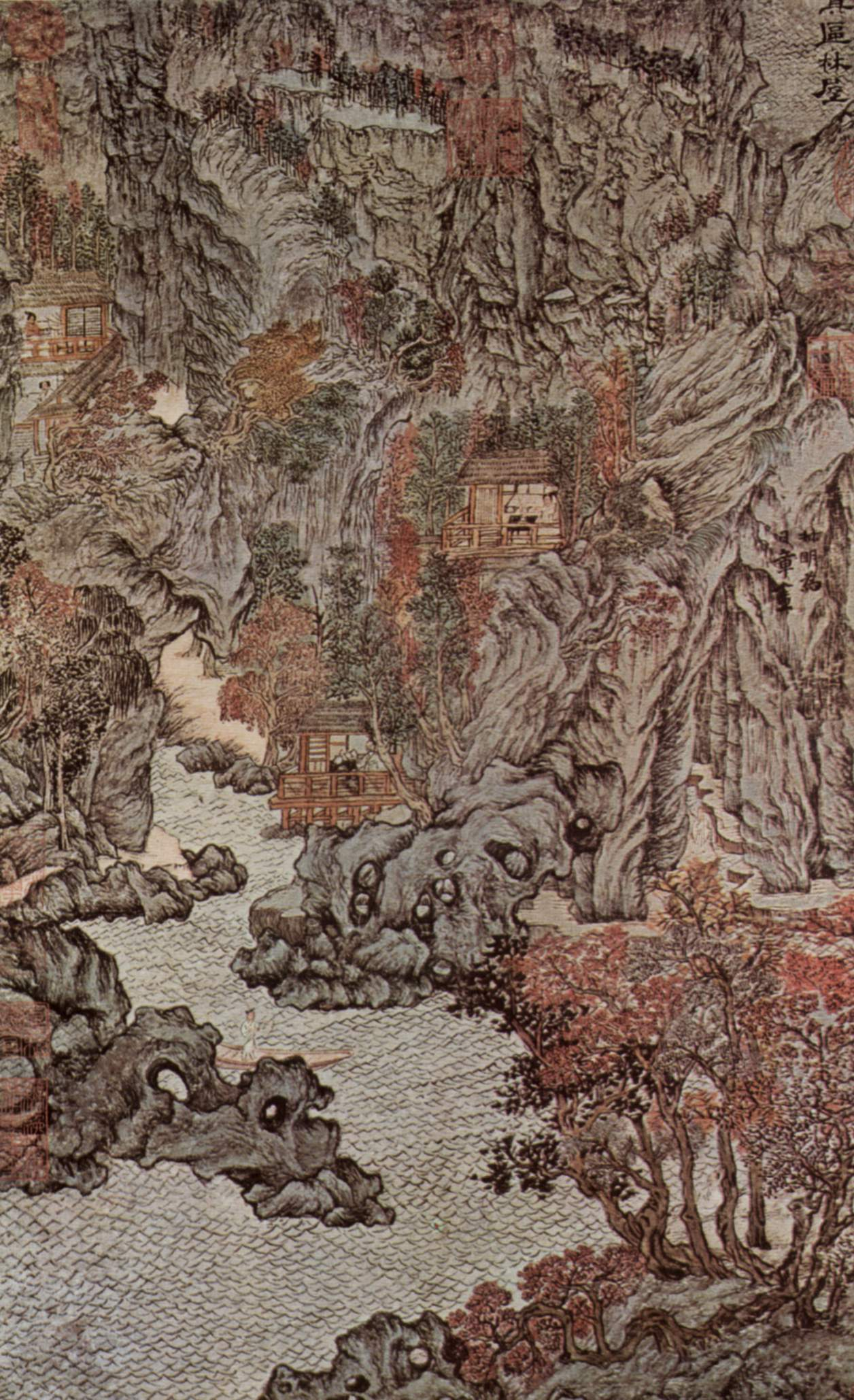
Forest dwellings in Chü-ch'ü